# Osmia steinmanni
Die Bienenart Osmia steinmanni ist eine solitäre Wildbiene der Gattung Osmia und eine seltene Vertreterin aus der Gruppe der Mauerbienen (Familie Megachilidae) und wurde erst 2002 als eigenständige Art erkannt. Sie ist acht bis zehn Millimeter lang und wird von der nahe verwandten und ähnlichen Osmia inermis in erster Linie durch die Mandibelzähnung unterschieden.

## Verbreitung
Bis jetzt ist sie nur in den Alpenregionen der Ostschweiz beobachtet worden. Weibliche und männliche Individuen wurden auf der Ebenalp, Altenalp und Fälalp (in der Region von Säntis, Appenzell Innerrhoden) gefangen. Weitere männliche Individuen sind auch in Avers (Graubünden) gesammelt worden.